# Tschirganttunnel
Der Tschirganttunnel ist ein geplanter Tunnel in Tirol im Zuge der Verbindung von der A12 Inntal Autobahn zur Fernpassstrecke und in Folge zur A7 bei Füssen. Nach Fertigstellung sollten die Ortschaften des Mieminger Plateaus sowie Tarrenz und Imst vom Fernverkehr entlastet werden.
Der Autobahnzubringer soll westlich der Ortschaft Haiming von der A12 abspringen, dann im Tunnel das Tschirgant-Massiv durchqueren und schließlich bei Nassereith in die B179 einmünden. Die Strecke soll als einröhriger zweistreifiger Tunnel im Gegenverkehr mit einem begleitenden Fluchtstollen ausgeführt werden. Das Ziel des Ausbaus ist zum einen die Entlastung der anliegenden Ortschaften vom Fernverkehr, zum anderen die stufenweise Verbesserung der Verbindung von Ulm nach Italien.
Der Tunnel sollte 4,3 km lang werden, für die Errichtung wurden Kosten in Höhe von 197 Mio. Euro budgetiert. Gegen den geplanten Tschirganttunnel gab es erheblichen Widerstand von Transitgegnern wie etwa dem Transitforum Austria Tirol, die eine weitere Verkehrsbelastung aufgrund einer neuen Transitroute (Ulm – Mailand) befürchteten.
Diese Pläne werden aus Kostengründen vorerst nicht weiter verfolgt, wurden aber im Verlauf des Wahlkampfs in Tirol 2012 wieder forciert.
Die Grünen wollten Stand 2018 den Tunnel weiterhin ablehnen, da er nicht im Koalitionsvertrag stand, und stattdessen eine Verlagerung von der Straße auf die Schiene, am 3. März 2025 kam eine neue Bundesregierung ohne grüne Beteiligung ins Amt.

Der damalige Kanzler Nehammer brachte 2024 den Tunnel wieder ins Gespräch.